# Semirhynchia rudebecki
Semirhynchia rudebecki är en insektsart som beskrevs av Bo Tjeder 1967. Semirhynchia rudebecki ingår i släktet Semirhynchia och familjen Nemopteridae. Inga underarter finns listade i Catalogue of Life.